# 上原やよい
上原 やよい（うえはら やよい、1985年2月17日 - ）は、日本の元グラビアアイドル、元レースクイーンである。トータルベネフィットに所属していた。

## 人物
- 趣味は料理、特技は音楽。
- がんばり屋

## 略歴
- 2001年 ASAYAN 超歌姫オーディション 大阪地区 1次審査合格[1]
- 2006年の途中まで「俣野弥生」名義で活動。
- 2007年 裏ヤンマガ 第3位
- 2007年 名古屋ドリームカーショー ドリームカーガールオーディション 準グランプリ。
- 2008年 ミスZERO1コンテスト 準ミスZERO1
- 2008年 フジテレビ2008F1グリッドガール（F1）では代表5名に選ばれ、決勝では1番グリッドのグリッドガールを務めた。
- 2009年3月31日をもって芸能界を引退[2]。

## 出演

### レースクィーン
- 2004年 フォーミュラニッポン・スーパー耐久 ADiRECT 5ZIGEN GAL
- 2005年 SUPER GT 梁山泊レースクィーン
- 2006年 SUPER GT DHG Racingレースクィーン
- 2007年 SUPER GT CUSCOサーキットレディ
- 2008年 SUPER GT　TEAM MOLA レオパレスレースクィーン
- 2008年 フジテレビ2008F1グリッドガール（F1）

### イベント
- 2007年 フジテレビ2007F1グランプリ（F1）au／KDDIブース モデル
- 2007年 東京モーターショーダイハツブース モデル[3]
- 2007年 大阪モーターショーダイハツブース モデル
- 2009年 東京オートサロンavexブース モデル
- 2009年 大阪オートメッセavexブース モデル

など

### TV
- 2006年 ABC ごきげん!ブランニュ「夏のごきブラカバーガール」
- 2007年 とちぎテレビ「Car Xs」（レギュラー）

など

### 雑誌
- 2008年 『デザイア』（2008 Vol.09）：表紙・巻頭グラビア

など

### フットサル
- 2007年 芸能人女子フットサルチーム「Team sunny-side up」（現・ZENT sweeties）

ポジションはゴールキーパーで、背番号は「1」。2009年3月15日に行われた「2009 メルシートゥフェスタ in MARCH」では優勝に貢献した。

### DVD
単独
- 1st.DVD「RQ360」（マジカル SSBX-2263 2007年09月）
- 2nd.DVD「RQ360 '08」（マジカル 2008年11月）
- 3rd.DVD「XYZ」（オルスタックピクチャーズ 2009年2月）

共演
- 「RQ360 Compilation」（マジカル 2007年11月）

上原やよいの他、大矢真夕、鈴木豊美、森ともみが出演
- 「RQ360 Compilation2 '08」（マジカル 2008年10月）

上原やよいの他、永作あいり、石井寛子、我妻さおり、古崎瞳が出演